# Пісенний спас
Фестиваль «Пісенний спас»  – Міжнародний фестиваль мистецтв імені В. Шинкарука. В фестивалі може брати участь молодь віком від 14 до 35 років. Метою Фестивалю є пошук та підтримка молодих виконавців, митців з усіх регіонів України, створення сприятливих умов для реалізації їх творчого потенціалу. Відбіркові тури починаються весною. Фінал фестивалю проходить в серпні місяці в м. Житомир у Міському парку культури та відпочинку та у Літньому театрі «Ракушка». 
За умовами фесивалю молоді таланти змагаються в трьох номінаціях: виконавець авторської пісні, естрадної пісні та конферансье.
Спочатку фестиваль проходив як вечір пам’яті відомого барда Володимира Шинкарука.
Тепер же переріс у свято української пісні, яке крок за кроком виходить на міжнародний рівень.
Засновником та головою оргкомітету Фестивалю є Народна артистка України Ірина
Шинкарук.

#### Мета та завдання Фестивалю
Метою Фестивалю є підтримка молодих митців, створення сприятливих умов для реалізації їх творчого потенціалу на досвіді кращих пісенних традицій Європи, України та Поліського краю. Пропагування мистецьких здобутків Поліського регіону, розширення зв'язків з іншими регіонами та країнами у сфері культури та мистецтва. Обмін педагогічним та виконавським досвідом у різних жанрах творчої художньої діяльності, пошук, напрацювання та втілення у практику нових ідей та форм розвитку сучасного молодіжного естрадного мистецтва.

#### Гості Фестивалю
Віталій Борисюк та Ольга Сумська, Ніна Кірсо та «Фрістайл», Марина Одольська, Ауріка Ротару, Олександр Пономарьов, Євгеній Слуцький, Поль Манандіз, Роман Веремейчик, Ніна Матвієнко, Анжеліка Рудницька, «Ретро 21», Артем Кондратюк, Катерина Бужинська, Сергій Підкаура та Мирослав Кувалдін (The ВЙО).
Фестиваль транслювався на UA: ПЕРШИЙ, 2018 року транслювася на телеканалі «Прямий».
З 2020 року транслюється на телеканалі UA: Житомир.

## Переможці Гран-прі
| Рік  | Переможець                                            | Дж.   |
| ---- | ----------------------------------------------------- | ----- |
| 2015 | тільки фестиваль без конкурсної програми              |       |
| 2016 | Дівоче тріо «Красотки»                                | [ 3 ] |
| 2017 |                                                       |       |
| 2018 | Алєся Давидова (м. Рівне) та Катерина Сивун (м. Київ) |       |
| 2019 | Христина Дутчак                                       |       |
| 2020 | Катерина Стешенко                                     |       |

У 2018 спеціальний приз від Житомирського міського голови отримала Дерев’янко Світлана.
У 2019 в категорії Фольк перше місце зайняла Олександра Стецюк (Київ), друге місце - Мальвіна Мітєва (Ізмаїл).